# Matt Bassuener
Matt Bassuener (Port Edwards, 8 aprile 1984) è un ex giocatore di football americano statunitense, che ha giocato come quarterback.
Dopo aver giocato per la squadra universitaria dei Georgetown Hoyas, si trasferisce nel 2008 ai Louisville Fire; l'anno successivo gioca prima agli Amarillo Dusters e poi ai finlandesi Seinäjoki Crocodiles, per passare nel 2010 ai Fairbanks Grizzlies. Nel 2011 va a far parte di tre diverse squadre (Iowa Barnstormers, Tulsa Talons e Fluminense Imperadores) e di altre due nel 2012 (Cleveland Gladiators e Gold Coast Stingrays). Nel 2013 Torna in Europa agli svedesi Uppsala 86ers, poi di nuovo negli Stati Uniti, dove nel 2014 si unisce nuovamente ai Talons (che nel frattempo si sono spostati a San Antonio) e nel 2015 prima agli Spokane Shock e infine ai Los Angeles Kiss.

## Palmarès
- 1 Mondiale (2011)
- 1 Sunbowl (Gold Coast Stingrays: 2012)